# Das Testament des Dr. Mabuse (1933)
Das Testament des Dr. Mabuse ist ein deutscher Kriminalfilm von Fritz Lang, der 1932/1933 gedreht wurde. Das Drehbuch basiert auf einem Roman von Norbert Jacques, der 1932 auf Aufforderung Langs geschrieben, aber zunächst nicht veröffentlicht wurde. Der Film gilt als einer der großen Klassiker des Weltkinos zwischen den zwei Weltkriegen. Er entstand gleichzeitig in einer deutschen und französischen Fassung. Beide Versionen wurden von den Nationalsozialisten wegen der politisch brisanten Anspielungen umgehend verboten.

## Handlung
Der für seine hypnotischen Fähigkeiten berühmte Verbrecher Dr. Mabuse sitzt in der Nervenklinik Professor Baums. Im Zustand des Wahnsinns schreibt er pausenlos Mord- und Terrorpläne nieder, die wie Anleitungen auf geheimnisvolle Weise von einer Verbrecherorganisation in die Tat umgesetzt werden, obwohl die Pläne Mabuses den Ganoven selbst nicht zugänglich sind. Die Polizei steht vor einem Rätsel, auch deshalb, weil die begangenen Verbrechen sinnlos erscheinen und eher Akten blindwütiger Zerstörungslust gleichen. Auch die Ganoven selbst sind in den tieferen Sinn ihrer Taten nicht eingeweiht und erhalten ihre Befehle über Zettel sowie von einem stets hinter einem Vorhang verborgenen Chef der Bande.
Kent, ein aussteigewilliges Mitglied der „Organisation“, informiert schließlich Kommissar Lohmann, dass Dr. Mabuse hinter den Verbrechen stecke. Aber Mabuse ist bereits gestorben – obwohl die Pläne aus seinem schriftlich verfassten „Testament“ weiter ausgeführt werden. Lohmann, der immer wieder auf die Spur der Irrenanstalt geführt wird, findet heraus, dass Mabuse vor seinem Tod vom Leiter der Anstalt, Professor Baum, Besitz ergriffen hat; dieser gab die Anweisungen an die Verbrecher weiter. Als die Organisation zum äußersten Schlag ausholt und eine chemische Fabrik in die Luft jagen will, kann die Polizei dies zwar nicht mehr verhindern, aber dank der Entdeckung der Pläne Mabuses durch Lohmann und Kent ist die Feuerwehr rechtzeitig vor Ort, um wenigstens die Kesselwagen mit chemischen Stoffen aus der Gefahrenzone zu bringen. Am Tatort ist auch Professor Baum, der nach einer surrealen Autoverfolgungsjagd, gejagt von Lohmann und Kent, unter der Anleitung von Mabuses Geist in seine eigene Anstalt flieht. Dort sucht er den Patienten Hofmeister auf, einen Informanten der Polizei, der aus Angst vor Mabuses Helfern den Verstand verloren hat und nun halluziniert, er säße noch an seinem Schreibtisch, weshalb er ständig versucht, den Kommissar „anzurufen“. Baum stellt sich ihm als Dr. Mabuse vor, was Hofmeister aus seiner Wahnvorstellung reißt, und greift ihn an, die Wärter können Baum jedoch aufhalten. Am Ende sieht man ihn in der Zelle sitzend, wie er im Zustand völliger Umnachtung Manuskriptseiten zerreißt.

## Hintergrund
Der Film ist als überaus spannender Kriminalfilm inszeniert, präsentiert aber auch das immer wieder und in verschiedenen Facetten auftauchende Thema des Wahnsinns in sehr eindrucksvoller Weise. Lang behauptete 1943 in einem Vorwort, das er für eine Aufführung des Films in New York verfasst hatte, dass dieser als kritische Anspielung auf die Nationalsozialisten zu verstehen sei, deren Anführer Adolf Hitler sein programmatisches Werk Mein Kampf bekanntlich ebenfalls in Gefangenschaft verfasst hatte. Ganze Parolen und Glaubenssätze des heraufziehenden NS-Staates seien laut Lang den Verbrechern in den Mund gelegt worden. Diese Ansicht wird jedoch in der heutigen Literatur bestritten, da die Drehbuchautorin Thea von Harbou Sympathien für die Nationalsozialisten hegte.
Das Ziel Mabuses im Film besteht in der Errichtung einer „Herrschaft des Verbrechens“, die durch Einschüchterung und Terror gegenüber der Bevölkerung bewerkstelligt werden soll. Thematisiert wird auch die bürokratische und arbeitsteilige Arbeitsweise der „Organisation“, bei der kaum jemand in Frage stellt, welchen Sinn seine verbrecherischen Einzelhandlungen (z. B. die Ermordung von Zeugen) eigentlich haben. Die Hauptmethode zur Übermittlung von Befehlen innerhalb der Organisation sind anonyme technische Medien wie Zettel, Telefone und Lautsprecher.
Joseph Goebbels vermerkte zu diesem Film in seinem Tagebuch: „Sehr aufregend. Aber kann nicht freigegeben werden. Anleitung zum Verbrechen.“ Der Reichspropagandaminister ließ den Film am 29. März 1933 verbieten. Nach Langs Emigration versuchte die Produktionsfirma, durch einige Schnitte und nachgedrehte Aufnahmen eine entschärfte Version zu erzeugen, fand jedoch bei den neuen deutschen Machthabern keine Gegenliebe; so konnte der Film zunächst nur in Österreich gezeigt werden. Bis zur Rekonstruktion des Originals 1973 war jahrelang nur eine stark gekürzte Fassung im Umlauf.
Die Premiere des Films fand am 21. April 1933 in Budapest statt. Es folgten nationale Starts am 12. Mai 1933 in Wien und 1943 in New York. In Deutschland wurde der Film erst nach dem Zweiten Weltkrieg, am 24. August 1951, zum ersten Mal aufgeführt.

## Französische Fassung und Neuverfilmung
Die französische Fassung des Films Le testament du Docteur Mabuse (1932/1933) wurde simultan mit der deutschen Version gedreht. Die technische Mannschaft und ein Teil der Schauspieler wurden beibehalten. Das Szenario wurde von René Sti in das Französische übertragen. Laut Zensurkarte vom 29. März 1933 war der Film in Deutschland verboten. Eine Kopie wurde nach Frankreich geschmuggelt und dort von Lothar Wolff neu zusammengestellt. Ihr fehlen Teile der deutschen Version. 1943 schrieb Fritz Lang zu dieser Version ein spezielles Vorwort.
1962 erfolgte im Rahmen einer von Edgar Wallace inspirierten Kriminalreihe zum Thema Dr. Mabuse eine Neuverfilmung dieses Films unter der Regie von Werner Klingler (siehe Das Testament des Dr. Mabuse (1962)). Mabuse wurde diesmal von Wolfgang Preiss gespielt, Baum (als Pohland) von Walter Rilla und Kommissar Lohmann von Gert Fröbe. In weiteren Rollen waren unter anderem Senta Berger und Harald Juhnke zu sehen.